# ギターは泣いている
「ギターは泣いている」（ギターはないている、原題: This Guitar (Can't Keep From Crying)）は、ジョージ・ハリスンの楽曲である。1975年2月に発売されたスタジオ・アルバム『ジョージ・ハリスン帝国』に収録された。ハリスンは、1974年にラヴィ・シャンカルとともに行なった北米ツアー中およびツアー後に、批評家からの批判を受けて、ビートルズ時代に書いた「ホワイル・マイ・ギター・ジェントリー・ウィープス」の続編として本作を制作。1975年12月にシングル・カットされたが、イギリスやアメリカのシングルチャートに入ることはなかった。なお、本作はアップル・レコードから発売された最後のハリスンのシングルとなっている。
「ギターは泣いている」のレコーディングは、1975年4月から5月にかけてロサンゼルスにあるA&Mスタジオで行なわれ、完成した本作にはハリスンとジェシ・エド・デイヴィスによるギターソロが含まれている。1992年にハリスンは、デイヴ・スチュワートとともに再録音しており、2014年に発売されたボックス・セット『ジョージ・ハリスン：アップル・イヤーズ1968〜75』内の『ジョージ・ハリスン帝国』のリマスター盤に追加収録された。

## 背景・インスピレーション
ハリスンは1974年11月2日から12月20日まで、ラヴィ・シャンカルとともに北米ツアーを敢行した。このツアーは観客に1970年代半ばの典型的なロックのコンサートとは「異なる体験」をしてもらうことを目的とした。コンサートはロック、ファンク、ジャズとインドの伝統音楽が融合された構成を採り、伝記作家のロバート・ロドリゲスは「いつかワールドミュージックと呼ばれるだろう」と述べている。しかし一部の評論家から、ハリスンの喉の不調やステージ上での態度などを指摘されて、痛烈な批判を浴びた。
ハリスンを初め、ツアー・バンドのリーダーのトム・スコットやメンバーのジム・ホーン、ジム・ケルトナー、アンディ・ニューマークは批判に反論や異議を唱えた。中でもホーンは「僕が参加した中で最高のツアーの1つだった」と断言している。コンサートの観客も同様に異議を唱えており、ジャーナリストのニコラス・シャフナーによるとビートルズのファン雑誌『Strawberry Fields Forever』には「悪辣なレビューに抗議する手紙」が殺到したという。
ハリスンの伝記作家であるサイモン・レンは、これらの現象について「ロック・ミュージックにおける奇妙なエピソードの1つ」とし、「大部分のレビューは肯定的なもので、ものによっては熱狂的なものだったが、ツアーについて送られた評価はローリング・ストーン誌の記事に由来している」と述べている。この中でも重要視されたのは、ジャーナリストのベン・フォン・トーレスがツアーの西海岸での公演についてまとめた「Lumbering in the Material World」という特集記事だった。フォン・トーレスは、ハリスンが批評家や観客が抱くビートルズへの郷愁に迎合することを拒否したことと、彼がツアーのリハーサル期間中に新作アルバム『ダーク・ホース』の完成を急いだ結果、咽頭炎を患って歌声が悪い状態であったことを非難した。当時スコットは、ツアー初日のパシフィック・コロシアム公演に過度に焦点を当てたフォン・トーレスの記事に異を唱えていた。これに続いて、東海岸での公演についてまとめたラリー・スローマンによる記事が掲載された。スローマンが投稿した原稿は好意的な内容だったが、雑誌の編集者が手を加えた。ハリスンは、ローリング・ストーン誌が掲載した記事に対して不満を述べていた。
ハリスンは、ローリング・ストーン誌による北米ツアーの扱いを完全に許すことはなかった。ツアーのバンド・メンバーおよび後にハリスンの妻となるオリヴィア・アリアスは、否定的なレビューに対するハリスンの反抗的な態度について言及しているが、レンは「（ハリスンは）個人攻撃と見なして反抗していた」と述べている。ハリスンは、1975年2月にアリアスと過ごしていたハワイでの休暇中に「ギターは泣いている」を作曲した。ハリスンは、1987年のミュージシャン誌のインタビューで、「マスコミと批評家たちが1974年から1975年までのツアーについて、僕を打ちのめそうとしたからできた曲で、実に不快なものになった」と語っている。

## 曲の構成
曲のタイトルは、1968年にビートルズのアルバム『ザ・ビートルズ (ホワイト・アルバム)』の収録曲として発売され、1974年の北米ツアーでも演奏された「ホワイル・マイ・ギター・ジェントリー・ウィープス」にちなんでいる。1974年の北米ツアーに関して批評家たちは、ハリスンが「While my guitar gently smile」や「... tries to smile」と歌詞を変更したことに焦点を当てていたが、1975年9月にBBCラジオ1の番組内でハリスンはポール・ガンバッキーニに「ホワイル・マイ・ギター・ジェントリー・ウィープス」がツアー中に観客から一貫して好評を博した楽曲であったと語っている。本作についてハリスンは「『ギター・ジェントリー・ウィープス』の息子」と説明している。
ビートルズの楽曲と同じく、「ギターは泣いている」には明確なコーラスのセクションがなく、曲のタイトルで締める短調（Gマイナー）の短いのヴァースを軸として構成されている。『The Words and Music of George Harrison』の著者であるイアン・イングリスは、同書内で本作と「ホワイル・マイ・ギター・ジェントリー・ウィープス」の2曲のメロディに「明らかな類似点」があることに言及していて、「『ホワイル・マイ・ギター・ジェントリー・ウィープス』の歌詞と同じように、『ギターは泣いている』がウディ・ガスリー、ピート・シーガー、ボ・ディドリーによって確立された「感情や振る舞いを歌にする」という伝統に従っている」と書いている。
「ギターは泣いている」の歌詞は、批判を受けていながらもそれに耐えるというハリスンの意思が示されている。ハリスンは、自伝『I・ME・MINE』で本作のLearn to get up when I fall / And even climb across a stone wall / This gutiar can't keep from crying（転んでもちゃんと起きあがれるし / 石の壁さえ登れるようになった / だけどこのギターは今も泣いている）というフレーズを引用して、「よりよい人間になるためには、逆境と戦う必要がある」と述べている。レンは、本作の歌詞について、当時のロック・ミュージックで一般的だったアーティストと批評家との対話の典型と見なしている。
神学者のデール・アリソンは、「ギターは泣いている」の歌詞にハリスンが負った「深い傷」が反映されていると述べている。イングリスは、本作のブリッジの歌詞について「（ハリスンが）ギター」という主題を象徴していると同時に、「（ハリスンに）降りかかってくる不当な暴言」を文書化していると述べている。

## レコーディング
ハリスンは、ロサンゼルスで自身が設立したレーベル「ダーク・ホース・レコード」に関するビジネスに取り組んでいた1975年4月にアルバム『ジョージ・ハリスン帝国』のレコーディングを開始した。レンは、ハリスンがスタジオに戻ったときの「見苦しいと言えるほどの」あせりについて言及し、ダーク・ホース・レコード設立後のハリスンの「苦渋やうろたえ」がレコーディングの大半で見受けられたとしている。セッション初期に、ハリスンはWNEW-FMのデイヴ・ハーマンとのラジオインタビューで、自身がローリング・ストーン誌から受けた批判に関連づけるかたちで、音楽業界内で1960年代の理想主義が捨てられたことを嘆いた。
ハリスンは、4月21日から5月7日にかけてハリウッドにあるA&Mスタジオで「ギターは泣いている」のベーシック・トラックを録音。ハリスンは12弦アコースティック・ギター、デイヴィッド・フォスターはピアノ、ジム・ケルトナーはフロアタムを演奏。ビートルズのハンブルク時代からの友人で、ハリスンの楽曲でベースを演奏していたクラウス・フォアマンは、ハリスンの「アルバム制作時の心構え」などを理由に一部を除くアルバムのセッションに不参加となった。ハリスンはアープ社のシンセサイザーを使用してベースのパートをオーバー・ダビング。ゲイリー・ライトは、このシンセサイザーでストリングスのパートを加えた。作家のアンドリュー・グラント・ジャクソンは、本作の冒頭のシンセサイザーのフレーズについて「1970年代のホラー映画や『狼よさらば』の続編で使われていてもおかしくない」と述べている。
ハリスンは、本作において曲の終わりのソロも含むスライドギターのパートを演奏。レンは、本作におけるハリスンのギターの演奏について「ピート・ドレイクの奏法」と「ラーガの微分音」から影響を受けたと見ている。曲の途中に含まれているワウペダルを使用したギターソロは、ジェシ・エド・デイヴィスによるもの。デイヴィスは、フォスターがアレンジを手がけたストリングスのパートが録音される前日に当たる6月5日にこのギターソロをオーバー・ダビングした。

## リリース
1975年9月にアップル・レコードからアルバム『ジョージ・ハリスン帝国』が発売され、「ギターは泣いている」は「答えは最後に」と「ウー・ベイビー、わかるかい」の間の3曲目に収録された。ブルース・スピザー曰（）く「盛り上がりどころ満載のヒットの可能性を秘めた曲がほとんどない」アルバムに続くシングル曲として「ギターは泣いている」が選ばれた。アップル・レコードは、12月8日にアメリカで「ギターは泣いている」をシングルとして発売した。シングル・バージョンは、曲の終わりのソロの早い段階でフェード・アウトするように編集されていて、収録時間が3分49秒に短縮された。B面曲は、アルバム『ダーク・ホース』からのリカットである「マヤ・ラヴ」で、スパイザーはこの選曲について「『ジョージ・ハリスン帝国』におけるラジオに適した楽曲が少ないことを強調するもの」と述べている。イギリスにおけるシングルの発売は、1976年2月6日に延期となった。
シングル『ギターは泣いている』は、アップル・レコードから発売されたハリスンの最後のシングルとなった。シングル・レコードのレーベル面は、『二人はアイ・ラヴ・ユー』や『ジョージ・ハリスン帝国』で採用された橙色と青色の配色と、リンゴの芯のイラストが使用されたデザインではなく、アップルのリンゴマークが描かれたデザインとなっている。アメリカやイギリスで発売されたシングル盤は、無地のスリーヴが採用された。日本で発売されたシングル盤はピクチャースリーヴで、『ジョージ・ハリスン帝国』のジャケットの配色を背景色とし、1974年のツアーでのハリスンの写真を配置したデザインとなっている。この写真は、ヘンリー・グロスマンによって撮影されたもの。ハリスンはシングル盤のプロモーションを行なわなかったが、1975年に放送されたエリック・アイドルのクリスマス特番『ラトランド・ウィークエンド・テレビジョン』にゲスト出演し、意図的に書かれた「The Pirate Song」を歌い、1976年に活動を再開することを宣言した。
シングル『ギターは泣いている』は、アメリカの主要な3つのシングルチャートやイギリスの全英シングルチャートにチャートインすることはなかった。本作はハリスンにとってBillboard Hot 100にチャートインしなかった初のシングルであり、元ビートルズによる作品としても初の例となった。ロドリゲスは、本作発売時点でアップル・レコードが資金不足に陥っていたことと、シングルのプロモーションが行なわれなかったことを原因として挙げている。イギリスでシングルが発売される直前の1976年1月にハリスンはA&Mレコード傘下のダーク・ホース・レコードと契約し、アップル・レコードとの関わりを終了させた。スピザーは、「悲しい結末となり、アップル・レコードの第1弾作品『ヘイ・ジュード』の成功とはほど遠いものとなった」と述べている。

## 批評
1978年の著書『The Beatles Forever』で『ジョージ・ハリスン帝国』について論じたニコラス・シャフナーは、ハリスンの「世俗的な批評家たち」が「ギターは泣いている」をはじめとした「批評家たちが常日頃いかに「的外れ」であるかを綴った論文」に対して「赤旗を見た雄牛のように」反応したと述べ、「確かに批評家たちは公正を欠き、悪質でもあった。しかしジョージが彼らを超越し、それらをくつがえせるほどのいい作品を生み出すことを期待するしかなかった。それはまさに彼が翌年に出した『33 1/3』のことだった」と付け加えている。ロドリゲスは、「批評家たちは元々ビートルズの作品を神聖なものと見なす傾向にあったことから、『ホワイル・マイ・ギター・ジェントリー・ウィープス』の続編を制作したハリスンを否定した」と述べている。
音楽評論家のデイヴ・マーシュは、アルバムのA面の大半を「冗長な言い逃れ」と見なし、「『ギターは泣いている』という期待外れに対する埋め合わせがない」と述べた。NME誌のロイ・カーとトニー・タイラーは、ビートルズの楽曲と比較し、ハリスンの「印象的な涙を誘うギターは、この曲では本当に悲しみに打ちひしがれているようには聞こえない」と述べた。一方で、レコード・ワールド誌の批評家は、ハリスンが「バラードに編集されたこの曲で成功した」とし、ライトがアープ社のシンセサイザーで弾いたストリングスのパートを「見事な伴奏」と強調した。『メロディ・メイカー』誌にレビューを寄稿したレイ・コールマンは、「ギターは泣いている」を「熱く、的確で、感動的」な叙情的なメッセージが乗せられた「素晴らしい楽曲」と称賛した。
オールミュージックのリチャード・ジネルは、「ギターは泣いている」を「『ホワイル・マイ・ギター・ジェントリー・ウィープス』の魅力的な続編」と見なした。ジャーナリストのグラハム・リードは、2014年に本作について「当時考えられていたよりもはるかに優れた楽曲」と評した。本作をアルバム『ジョージ・ハリスン帝国』で「最悪な楽曲」とし、ハリスンの伝記作家であるサイモン・レンは、「情熱的で力強いハリスンのボーカルが聴ける痛ましい楽曲」とし、ニール・ヤングの「アムビュランス・ブルース」との類似点を指摘している。エリオット・ハントリーは、ハリスンが「ホワイト・マイ・ギター・ジェントリー・ウィープス」の続編を書くという判断について「見当違い」とする一方で、「原曲からの優れたリードギターさばき自体が良い曲」と述べている。デール・アリソンは、「ギターは泣いている」を「情熱的な歌詞」を乗せた「美しい楽曲」とし、「彼らをよく知る者たちの心に寄り添ってくる」楽曲として「イズント・イット・ア・ピティー」、「ザ・ライト・ザット・ハッド・ライテッド・ザ・ワールド」、「ブロー・アウェイ」、「サット・シンギング」などの楽曲と関連づけている。

## その他のバージョン
ハリスンは、1974年のツアーを最後に、1991年12月にエリック・クラプトンらと日本ツアーを行なうまでの17年間ツアーを行なうことはなかった。バークシャーにあるブレイ・スタジオでのリハーサル中であった同年11月、ハリスンは本作をセットリストに加えることを検討していたが、最終的に演奏することはなかった。
2010年に元ユーリズミックのデイヴ・スチュワートは自身の公式サイト上で、ロンドンでハリスンと「ギターは泣いている」の再録音を行なったことを回想した。このレコーディングは1992年に行なわれ、それから約10年後にリンゴ・スターがドラム、ダーニ・ハリスンがアコースティック・ギター、カラ・ディオガーディがバッキング・ボーカルをオーバー・ダビングした。再録音された本作は、2014年に発売されたボックス・セット『ジョージ・ハリスン：アップル・イヤーズ1968〜75』内の『ジョージ・ハリスン帝国』のリマスター盤に追加収録された。

## クレジット
※出典
- ジョージ・ハリスン - ボーカル、12弦アコースティック・ギター[50]、アープ社のシンセベース、ミニモーグで弾いたベースのパート[95]、スライドギター[96]
- ジェシ・エド・デイヴィス - ギター
- デイヴィッド・フォスター - ピアノ、ストリングス編曲
- ゲイリー・ライト - アープ社のシンセサイザーで弾いたストリングスのパート
- ジム・ケルトナー - ドラム